# Clavipalpus blanchardi
Clavipalpus blanchardi är en skalbaggsart som beskrevs av Kirsch 1885. Clavipalpus blanchardi ingår i släktet Clavipalpus och familjen Melolonthidae. Inga underarter finns listade i Catalogue of Life.